# Tubulanus
Tubulanus är ett släkte av slemmaskar som beskrevs av Armand-Marie-Vincent-Joseph Renier 1804. Enligt Catalogue of Life ingår Tubulanus i familjen Tubulanidae, men enligt Dyntaxa är tillhörigheten istället ordningen Palaeonemertea.
Släktet Tubulanus indelas i:
- Tubulanus albocapitatus
- Tubulanus albocinctus
- Tubulanus ambiguus
- Tubulanus annulatus
- Tubulanus aureus
- Tubulanus banyulensis
- Tubulanus borealis
- Tubulanus capistratus
- Tubulanus cingulatus
- Tubulanus ezoensis
- Tubulanus floridanus
- Tubulanus frenatus
- Tubulanus groenlandicus
- Tubulanus holorhynchocoelomicus
- Tubulanus hylbomi
- Tubulanus inexpectatus
- Tubulanus linearis
- Tubulanus longivasculus
- Tubulanus lucidus
- Tubulanus lutescens
- Tubulanus miniatus
- Tubulanus norvegicus
- Tubulanus nothus
- Tubulanus panormitanus
- Tubulanus pellucidus
- Tubulanus polymorphus
- Tubulanus punctatus
- Tubulanus rhabdotus
- Tubulanus roretzi
- Tubulanus rubicundus
- Tubulanus sexlineatus
- Tubulanus superbus
- Tubulanus theeli
- Tubulanus tubicola